# Otto II van Brandenburg
Otto II van Brandenburg, bijgenaamd de Vrijgevige, (circa 1148 - 4 juli 1205) was van 1184 tot aan zijn dood markgraaf van Brandenburg. Hij behoorde tot het huis Ascaniërs.

## Levensloop
Otto II was de oudste zoon van markgraaf Otto I van Brandenburg uit diens huwelijk met Judith van Polen, dochter van hertog Bolesław III van Polen. Hij droeg de bijnaam de Vrijgevige, wegens zijn vele schenkingen aan kloosters en kerken.
Na de dood van zijn vader in 1184 werd hij markgraaf van Brandenburg. In 1189 ondersteunde hij zijn broer Hendrik bij de oprichting van een kapittelkerk in Stendal. Toen die in 1192 overleed, erfde Otto II diens allodiaal bezit in de Altmark. Datzelfde jaar en in 1194 ondersteunde Otto hertog Adolf van Holstein in de strijd tegen de Denen.
In 1194 nam hij zijn jongere broer Albrecht gevangen, die een opstand was begonnen om zijn aanspraken op Brandenburg door te zetten. Korte tijd later liet hij Albrecht echter vrij en aanvaardde hij hem als mederegent in Brandenburg. In 1195 en 1196 droegen de broers hun gezamenlijk allodiaal bezit in de Altmark over aan de bisschop van Maagdenburg.
Rond 1198 maakte Otto de Slavische gebieden in het westen van Pommeren leensafhankelijk van zichzelf en liet hij dat door Rooms-Duits koning Filips van Zwaben bevestigen. Tussen 1200 en 1203 ondersteunde hij Filips bij het conflict om de heerschappij van het Heilige Roomse Rijk tegen Otto IV van Brunswijk.
Otto II van Brandenburg was gehuwd met Ada, dochter van graaf Floris III van Holland, maar hun huwelijk bleef kinderloos. Hij stierf in juli 1205 en werd als markgraaf van Brandenburg opgevolgd door zijn broer  Albrecht II van Brandenburg..

## Voorouders
| Voorouders van Otto II van Brandenburg | Voorouders van Otto II van Brandenburg                            | Voorouders van Otto II van Brandenburg                            | Voorouders van Otto II van Brandenburg                            | Voorouders van Otto II van Brandenburg                            | Voorouders van Otto II van Brandenburg            | Voorouders van Otto II van Brandenburg            | Voorouders van Otto II van Brandenburg            | Voorouders van Otto II van Brandenburg            |
| -------------------------------------- | ----------------------------------------------------------------- | ----------------------------------------------------------------- | ----------------------------------------------------------------- | ----------------------------------------------------------------- | ------------------------------------------------- | ------------------------------------------------- | ------------------------------------------------- | ------------------------------------------------- |
| Overgrootouders                        | Otto van Ballenstedt (1065-1123) ∞ Eilika van Saksen (~1081-1142) | Otto van Ballenstedt (1065-1123) ∞ Eilika van Saksen (~1081-1142) | Herman I van Winzenburg (1083-1138) ∞ Hedwig (~1095-1162)         | Herman I van Winzenburg (1083-1138) ∞ Hedwig (~1095-1162)         | ? (-) ∞ ? (-)                                     | ? (-) ∞ ? (-)                                     | ? (-) ∞ ? (-)                                     | ? (-) ∞ ? (-)                                     |
| Grootouders                            | Albrecht de Beer (1098-1170) ∞ Sophia van Winzenburg (~1105-1160) | Albrecht de Beer (1098-1170) ∞ Sophia van Winzenburg (~1105-1160) | Albrecht de Beer (1098-1170) ∞ Sophia van Winzenburg (~1105-1160) | Albrecht de Beer (1098-1170) ∞ Sophia van Winzenburg (~1105-1160) | ? (-) ∞ ? (-)                                     | ? (-) ∞ ? (-)                                     | ? (-) ∞ ? (-)                                     | ? (-) ∞ ? (-)                                     |
| Ouders                                 | Otto I van Brandenburg (1127-1184) ∞ Adelheid (-)                 | Otto I van Brandenburg (1127-1184) ∞ Adelheid (-)                 | Otto I van Brandenburg (1127-1184) ∞ Adelheid (-)                 | Otto I van Brandenburg (1127-1184) ∞ Adelheid (-)                 | Otto I van Brandenburg (1127-1184) ∞ Adelheid (-) | Otto I van Brandenburg (1127-1184) ∞ Adelheid (-) | Otto I van Brandenburg (1127-1184) ∞ Adelheid (-) | Otto I van Brandenburg (1127-1184) ∞ Adelheid (-) |
| Otto II van Brandenburg (148-1205)     |                                                                   |                                                                   |                                                                   |                                                                   |                                                   |                                                   |                                                   |                                                   |